# SN 2005lg
SN 2005lg – supernowa typu Ia odkryta 3 listopada 2005 roku w galaktyce A011620-0048. W momencie odkrycia miała maksymalną jasność 23,00m.